# Rhagodoca smithii
Espèce
Synonymes
- Rhax smithii Pocock, 1897

Rhagodoca smithii est une espèce de solifuges de la famille des Rhagodidae.

## Distribution
Cette espèce est endémique du Kenya.

## Description
Le mâle décrit par Roewer en 1933 mesure 25 mm.

## Étymologie
Cette espèce est nommée en l'honneur d'Arthur Donaldson Smith (1866-1939).

## Publication originale
- Pocock, 1897 : Solifugae, Scorpiones, Chilopoda and Diplopoda. Through Unknown African Countries: the First Expedition from Somaliland to Lake Rudolf, E. Arnold, London, p. 392–407 (texte intégral).